# Tudulinna kommun
Tudulinna kommun (estniska: Tudulinna vald) var en kommun i landskapet Ida-Virumaa i nordöstra Estland. Den låg cirka 130 kilometer öster om huvudstaden Tallinn och var innan kommunreformen 2017 Estlands glesast befolkade kommun. Centralort var den dåvarande småköpingen Tudulinna.
Kommunen uppgick den 24 oktober 2017 i den då nybildade Alutaguse kommun.

## Geografi
Tudulinna kommun låg nordväst om sjön Peipus och hade en kortare strandremsa vid sjön där den meandrande ån Rannapungerja jõgi har sitt utflöde. Kommunens yta upptogs till största delen av skogsmark med inslag av sankmark. Större delen av den odlade marken fanns i ett område kring centralorten Tudulinna. I kommunens norra del, vid gränsen mot dåvarande Lüganuse kommun och Mäetaguse kommun låg mossen Muraka raba.
Kommunen gränsade till dåvarande Vinni kommun, Lüganuse kommun och Mäetaguse kommun i norr, Iisaku kommun i öster, Avinurme kommun och Lohusuu kommun i söder samt Laekvere kommun i väster. Samtliga grannkommuner tillhörde landskapet Ida-Virumaa med undantag för den sistnämnda som tillhörde Lääne-Virumaa.

### Karta

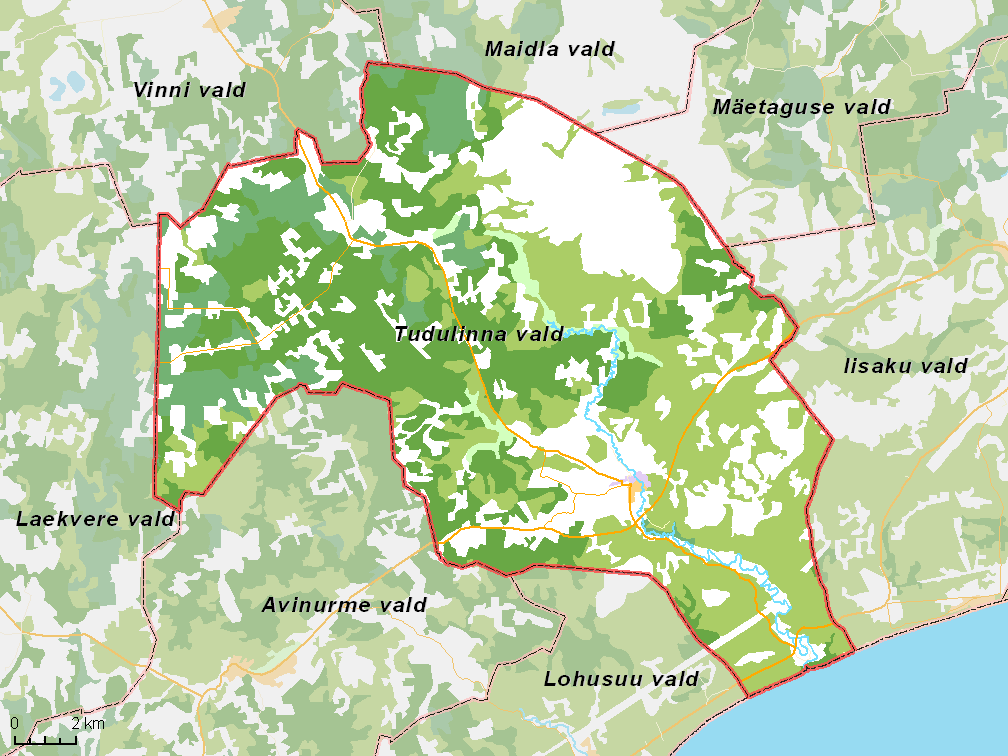
Översiktlig karta över den dåvarande kommunen.

## Orter
I Tudulinna kommun fanns en småköping och nio byar.

### Småköpingar
- Tudulinna

### Byar
- Kellassaare
- Lemmaku
- Oonurme
- Peressaare
- Pikati
- Rannapungerja
- Roostoja
- Sahargu
- Tagajõe